# Avize
Avize is een gemeente in het Franse departement Marne (regio Grand Est). De plaats maakt deel uit van het arrondissement Épernay. Avize telde op 1 januari 2022 1.751 inwoners.

## Wijnbouw
De gemeente staat op de lijst van grand cru-gemeenten van de Champagne. Dat betekent dat alle druiven uit de wijngaarden binnen deze gemeente, ongeacht de bodem en de ligging, een "grand cru" champagne leveren.
De op het oosten gerichte wijngaarden liggen op de krijtgrond van de "coteaux au Sud d'Épernay". Op deze kammen wordt vrijwel uitsluitend chardonnay verbouwd. Daarom wordt de krijtrug tussen Cramant, Avize, Oger en Le Mesnil-sur-Oger de Côte des Blancs genoemd. Deze gemeente staat bekend als een van de beste terroirs van de Champagne.

## Geografie
De oppervlakte van Avize bedroeg op 1 januari 2022 7,62 vierkante kilometer; de bevolkingsdichtheid was toen 229,8 inwoners per km².

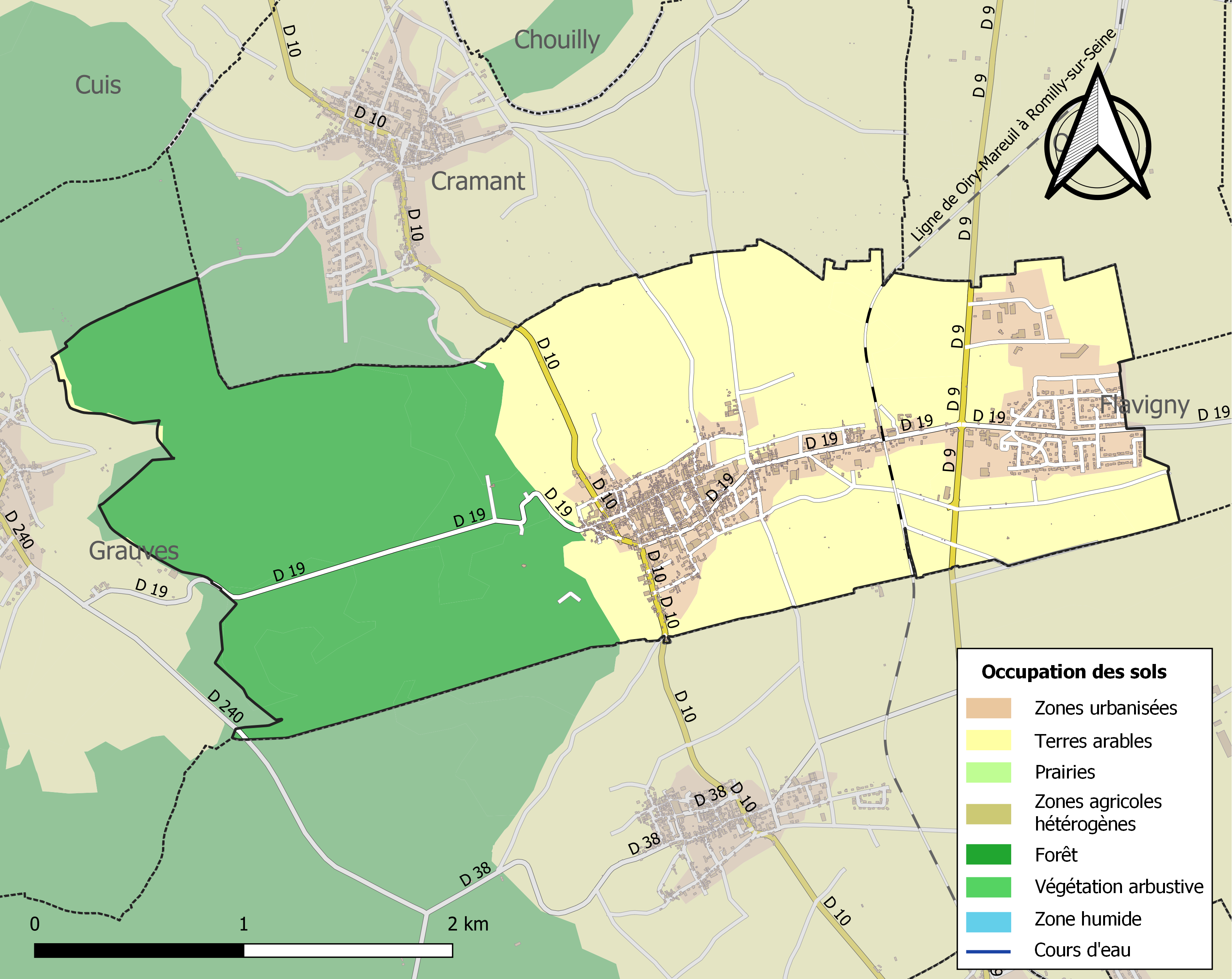
Kaart van de gemeente met de belangrijkste infrastructuur, bodemgebruik en omliggende gemeenten

## Demografie
Onderstaande figuur toont het verloop van het inwonertal (bron: INSEE-tellingen).